# Domenico Bonaccorsi di Casalotto
Domenico Bonaccorsi di Casalotto (Catania, 16 ottobre 1828 – Giarre, 8 ottobre 1917) è stato un politico italiano.

## Biografia
Fu Deputato del Regno d'Italia in tre legislature (prima dal 1861 al 1865 e ancora dal 1876 al 1882) e poi senatore del Regno d'Italia nella XV legislatura, dal 1882 al 1886. Ricoprì il ruolo di sindaco di Catania dal 1º gennaio 1867 all'11 agosto 1871. È stato anche Presidente del consiglio provinciale catanese tra il 2 settembre 1872 e l'11 agosto 1895, e ancora tra il 13 agosto 1906 e il 3 febbraio 1908.
Morì l'8 ottobre 1917, una settimana prima di compiere 89 anni.